# Arisaema speciosum
Arisaema speciosum är en kallaväxtart som först beskrevs av Nathaniel Wallich, och fick sitt nu gällande namn av Carl Friedrich Philipp von Martius. Arisaema speciosum ingår i släktet Arisaema och familjen kallaväxter.

## Underarter
Arten delas in i följande underarter:
- A. s. mirabile
- A. s. speciosum
- A. s. ziroense